# Craig G
Craig G, de son vrai nom Craig Curry, né dans le Queens, New York, est un rappeur américain. Il est sans doute mieux connu comme l'un des membres du groupe Juice Crew dirigé par le producteur hip-hop Marley Marl de Cold Chillin' Records.

## Biographie
Curry est né à Queensbridge, dans le Queens,. Il est connu pour avoir fait partie du collectif Juice Crew, de Queensbridge, (avec Marley Marl, Mr. Magic, Roxanne Shanté, MC Shan, Biz Markie, Big Daddy Kane, Kool G. Rap & DJ Polo, Masta Ace et Tragedy the Intelligent Hoodlum). Il commence à enregistrer avec Marley Marl en 1985, et en 1988, il publie The Symphony avec le Juice Crew. Selon AllMusic, cet album est considéré « comme ayant fait évoluer le rap hardcore » et il influencera de nombreux artistes comme le Wu Tang Clan. Il signe ensuite chez Atlantic Records et sort deux albums, en 1989 et 1991, qui rencontrent peu de succès. Après cette expérience avec Atlantic, sa carrière se calme un peu durant les années 1990. Il publie en 2003 sur le label D&D l'album This Is Now, avec la participation de Marley Marl, DJ Premier et Da Beatminerz,.
Craig G est connu pour ses nombreux freestyles et battles de rap, ayant eu affaire au rappeur Supernatural à de nombreuses occasions. Au début des années 2000, il écrit et coordonne les battles des adversaires d'Eminem dans son film 8 Mile. En 2008, il fait partie de la réunification du Juice Crew le temps d'un concert au A3C Hip Hop Festival à Atlanta.
En 2012, il publie son album Ramblings of an Angry Old Man. En 2013, il annonce la publication d'un futur EP avec Da Beatminerz.

## Discographie

### Albums studio
- 1989 : The Kingpin
- 1991 : Now, That's More Like It
- 2003 : This Is Now!!!

### Albums collaboratifs
- 2002 : Cornerstone Mixtape, no. 38 (avec DJ Buck)
- 2008 : Operation: Take Back Hip-Hop (avec Marley Marl)